# 2000 en chimie
Cet article présente les faits marquants de l'année 2000 en chimie.

## Évènements
- Brian F.C. Clark devient président de l'Union internationale de biochimie jusqu'en 2003[1].
- Smith III, Kozmin, et Paonequi propose une variante de l'homologation d'ester de Kowalski permettant d'obtenir de meilleurs rendements[2].
- 19 juillet : l'ununhexium, élément chimique de numéro atomique 116, est synthétisé pour la première fois a l'Institut unifié de recherches nucléaires (JINR) de Dubna, Russie[3].
- 32ème Olympiades Internationales de Chimie, organisées à Copenhague au Danemark du 2 juillet au 11 juillet[4].

## Prix
- Prix Nobel de chimie : Alan Heeger, Alan G. MacDiarmid, Hideki Shirakawa pour la découverte et le développement de polymères conducteurs[5],[6].
- Prix Wolf de chimie : Frank Albert Cotton « pour avoir ouvert une nouvelle étape dans la chimie des métaux de transition basée sur des paires et des clusters d'atomes métalliques directement liés par des liaisons simples et multiples »[7].
- Prix Procter & Gamble : Darsh T. Wasan[8]
- Prix Anselme-Payen : Wolfgang Glasser[9]
- Médaille Garvan-Olin : F. Ann Walker[10]
- Prix Ernest-Guenther : Pierre Potier[11]
- ACS Award in Pure Chemistry : Chaitan Khosla[12]
- Arthur C. Cope Award : David A. Evans[13]
- Prix Irving-Langmuir : Richard J. Saykally[14]
- Médaille Priestley : Darleane C. Hoffman[15],[16],[17]
- Médaille Davy : Steven Ley en reconnaissance de son invention de nouvelles méthodes synthétiques appliquées à la synthèse de produits naturels complexes, y compris ceux provenant d'insectes, de micro-organismes et de plantes. Parmi ses succès les plus remarquables figurent la synthèse de l'avermectine B1a, de la tétronasine, des milbémycines et de l'indanomycine ainsi que son important développement de synthèses courtes et pratiques d'oligosaccharides[18],[19].
- Prix Alfred-Bader : J. Scheffer[20]
- Médaille Kołos : Richard Bader[21]

- Grand prix Pierre-Süe : Jacques Lucas[22],[23]
- Grand prix Achille-Le-Bel : Didier Astruc et Pierre H. Dixneuf[24]
- Médaille Lavoisier de la Société chimique de France : F. Albert Cotton[25],[26]
- Médaille William-H.-Nichols : Barry M. Trost[27]

## Décès
- 17 mai : Aleksandra Kornhauser Frazer, (née en 1926), chimiste et professeure slovène.
- 22 juillet : Raymond Lemieux (né en 1920), chimiste canadien.
- 4 août : Michael Szwarc (né en 1909), chimiste américain.
- 4 octobre : Michael Smith (né en 1932), biochimiste canadien d'origine anglaise, prix Nobel de chimie en 1993.
- 15 octobre : Konrad Bloch (né en 1912), biochimiste allemand.